# Oscar Planat
Pour les articles homonymes, voir Planat.
Oscar Planat, né le 14 mai 1825 à Limoges (Haute-Vienne) et mort le 8 novembre 1889 à Cognac (Charente), est un homme politique français.

## Biographie
Fils de Charles Planat, ancien député de la Charente, il est avocat en 1849 et succède à son père en 1858 à la tête de la maison de commerce familiale, à Cognac. Il est député de la Charente de 1863 à 1870, siégeant dans l'opposition au Second Empire, au Tiers-Parti. Il est conseiller municipal de Cognac puis maire de 1878 à sa mort et conseiller général.

## Sources
- « Oscar Planat », dans Adolphe Robert et Gaston Cougny, Dictionnaire des parlementaires français, Edgar Bourloton, 1889-1891 [détail de l’édition]